# 男は寡黙なバーテンダー
『男は寡黙なバーテンダー』（おとこはかもくなバーテンダー）（金子＆仲尾シリーズ）は、森脇真末味による日本の漫画。表題作は新書館『グレープフルーツ』に掲載。続篇は小学館『プチフラワー』にも発表された。この項では便宜上、シリーズを総称する場合にも第1作のタイトルを用いることとする。
作者の代表作、英一＆英二シリーズの原形とも言える作品群で、クオーターのバーテンダー、金子と彼をからかう大学生、仲尾の奇妙でおかしな関係を描く。第4話に登場した英一＆英二に主役の座を明け渡す形で、本作品群のスピンオフ『BLUE MOON』シリーズへと移行する。金子・仲尾ともに、作者の前作『おんなのこ物語』の主要キャラクターで、本シリーズ全体が『おんなのこ物語』の番外篇（スピンオフ）の役割をも果たしている。

## あらすじ
父方にイギリス人の血をひくバーテンダー、金子義国は、ある時占い師から彼の穏やかな生活を壊し、幸福と不幸を同時に運んでくる若い男に出会う、という予言を耳にする。期せずして、彼の勤めているバーには野次馬の目を持つ大学生、仲尾仁がはいってくる。最初は冷たくあしらう金子だったが、半同棲を許し、やがて仲尾と彼とつきあう女への「嫉妬」のような感情にとらわれてしまう…。

## 登場人物
金子義国（かねこ よしくに）
主人公で、クオーター。前作『おんなのこ物語』では第二部あたりから登場する。青い目をしているため、外国人と間違えられやすい。父方の祖母（イギリス人）と暮らしている。レスラーのような体格で、彼ににらまれて沈黙しない人間はいない、という程の眼力を持ち合わせている。唯一、それに対抗できたのが仲尾だった。富豪の母親たちに対する反発で、水商売をしている。自分にとって最適な生活スタイルを満喫しており、母親に対して、「あなたは立派な文学全集を買っても並べた背表紙しか見るヒマがない。高価な絵を飾っても客に見せるためでしかない。ぼくは図書館で借りた本で終日楽しめる」と言い放っている。同性愛者ではなく、高校時代には初恋の女がいたらしい。
仲尾仁（なかお じん）
金子の愛人。大学生。前作『おんなのこ物語』では「スティッカー」というバンドのリーダーだった。父親の愛人でもある章子にもアプローチしている。金子のことはおもちゃのように感じているらしい。ブランド物に身をつつみ、贅沢三昧の生活を送っている。朝のプールで泳ぐのが日課。
章子（あきこ）
仲尾の父親の愛人で、仲尾からもアタックを受けている。本来、年上好みで、ロマンス・グレーの大人の男性が好みだったが、年下の仲尾のことも反発しつつ、気になっている。仲尾の父親が彼女に語った、初恋とひよことの関係の話は、仲尾が父親に教えたものらしい。
桃子
仲尾同様、金子に物おじしなかった高校生の少女。金子の初恋の女性の写真を財布ごとすったことから、縁を持つ。愛人バンクに登録している。由利という新人作家とつきあっていた。
金子きん
金子の母方の祖母。若いころは画家志望だったが、その後、娘たちを育てるため、守銭奴になる。英一に、若いころの自分の夢の続きを見ていた。
義国の母
金子きんの長女で、一番母親に性格が似ている。息子の生活様式を軽蔑している。
義国の（父方）の祖母
英国人で、義国とライフスタイルが似ているので、共同生活をしている。留守にしていることも多い。
英一
金子きんの若い夫。『BLUE MOON』シリーズの主人公。

## 作品
- 男は寡黙なバーテンダー（グレープフルーツ第9号・1983年）
- POOL SIDEのふたり（グレープフルーツ第11号・1983年）
- ロマンティック・ギャラリー  『放蕩息子（？）－御帰還』（グレープフルーツ第14号・1984年） ※イラスト
- 踊るリッツの夜（プチフラワー1984年9月号-10月号）
- TIME・TIME2（プチフラワー1985年1月号-2月号）※英一＆英二も登場

## 書誌情報
- 『男は寡黙なバーテンダー』-カラーイラスト集＆コミックス。新書館。Ｂ5判上製。
- 『森脇真末味傑作集－2 踊るリッツの夜』小学館、PFビッグコミックス。

## 関連事項
- おんなのこ物語
- BLUE MOON (漫画)